# Salvo Cassetta
Salvo Cassetta O.P. (Palermo, 1413 – Roma, 15 settembre 1483) è stato un religioso e presbitero italiano, maestro generale dell'Ordine dei predicatori dal 1481 al 1483.

## Biografia
Nato a Palermo nel 1413 entrò presto nel convento di San Domenico, dove prese i voti solenni nell'Ordine dei predicatori, probabilmente frequentando anche il convento di Santa Zita ed il beato Pietro Geremia. Passò presto al convento di Santa Maria Novella a Firenze, dove insegnò col grado di dottore in teologia.
Nel 1462 fu procuratore generale dell'Ordine, sostenendo il maestro generale Martial Auribelli dopo la sua deposizione. Poco dopo papa Paolo II lo nominò inquisitore generale di Sicilia, al posto di Gregorio Presbiteromarco, 1º febbraio 1466.
Entrato nelle grazie di papa Sisto IV, fu nominato Maestro del sacro palazzo apostolico il cui compito era supervisionare i testi e le dottrine teologiche diffuse nel cattolicesimo. Fu lui a supervisionare e confermare la condanna inflitta allo spagnolo Pedro de Osma per i suoi testi.
In questo ruolo fece arrestare il proprio successore fra' Filippo Barbieri, inquisitore nel 1481, per aver scritto un testo diffamatorio nei confronti di papa Sisto IV, fu reintegrato a gennaio dell'anno dopo, sotto giuramento e penitenza.
Il 9 giugno 1481, grazie alle ingerenze di Sisto IV, fu nominato maestro generale dell'ordine. Cassetta temeva ripercussioni per l'elezione, quasi imposta al capitolo generale. Per questo il papa si affrettò ad emettere una bolla il 21 gennaio 1482, che confermava l'elezione per acclamazione guidata dallo Spirito Santo. Da generale ordinò che in sua assenza fosse sostituito dal cardinale protettore Oliviero Carafa.
Inviato in Germania, mediò con l'arcivescovo Andrea Zamometić che si faceva portatore di una deriva antipapale nelle diocesi: Cassetta riuscì ad imporsi e a sottomettere l'arcivescovo all'autorità papale. Tornando a Roma, offrì a papa Sisto IV una reliquia di Alberto Magno prelevata in Germania.
Ottenne l'approvazione del culto del beato Matteo Carreri di cui aveva fatto traslare il corpo. Morì a Roma nel 1483. Fu sepolto nella basilica di Santa Maria sopra Minerva.

## Scritti
- Registrum litterarum Salvi Cassettae (epistolario)
- Vita del beato Vincenzo Ferreri (manoscritto disperso, 1471)